# Назаренки (Великорублівська сільська громада)
Наза́ренки —  село в Україні, у Великорублівській сільській громаді Полтавського району Полтавської області. Населення становить 7 осіб. До 2020 орган місцевого самоврядування — Милорадівська сільська рада.

## Географія
Село Назаренки знаходиться на відстані 1 км від села Зайці Другі та за 1,5 км від села Козлівщина.

## Населення

### Мова
Розподіл населення за рідною мовою за даними перепису 2001 року:
| Мова       | Кількість | Відсоток |
| ---------- | --------- | -------- |
| українська | 7         | 100%     |

## Історія
12 червня 2020 року, відповідно до розпорядження Кабінету Міністрів України № 721-р «Про визначення адміністративних центрів та затвердження територій територіальних громад Полтавської області», село увійшло до складу Великорублівської сільської громади.
19 липня 2020 року, в результаті адміністративно - територіальної реформи та ліквідації  Котелевського району, село увійшло до складу новоутвореного Полтавського району.